# Elymnias casiphonides
Elymnias casiphonides är en fjärilsart som beskrevs av Semper 1892. Elymnias casiphonides ingår i släktet Elymnias och familjen praktfjärilar. Inga underarter finns listade i Catalogue of Life.